# Dolla Richmond
Dorothy Kate Richmond (n. 12 septembrie 1861, Auckland, Noua Zeelandă – d. 16 aprilie 1935, Wellington, Noua Zeelandă), cunoscută sub numele de Dolla Richmond, a fost o pictoriță din Noua Zeelandă remarcată pentru picturile sale în acuarelă despre plante, animale naturale și peisaje panoramice.

## Biografie
Fiica lui James Crowe Richmond și Mary Smith, Dorothy Richmond s-a născut la 12 septembrie 1861 la Parnell, Auckland. A fost al treilea dintre cei cinci copii, iar copilăria sa a fost neliniștită. Familia s-a mutat la Nelson în 1862, unde tatăl ei devenise redactorul The Nelson Examiner and New Zealand Chronicle, dar s-a mutat în cartierul Taranaki după moartea subită a mamei lui Dorothy în 1865. Tatăl ei era deseori departe de casă, astfel că ea și frații ei au fost crescuți de rude înainte ca familia să se mute înapoi în Nelson în jurul anului 1869.
Richmond a urmat cursurile colegiului Miss Bell's Young Ladies' din Nelson și interesul ei pentru artă a fost încurajat de tatăl ei care i-a transmis dragostea de a desena și de a picta. Tatăl ei a plecat cu cei doi frați mai mari și cu Dorothy în Europa în 1873 unde a continuat să ia lecții de desen. A urmat Bedford College for Women din Londra și a urmat, de asemenea, Slade School of Fine Art unde a lucrat sub îndrumarea lui Alphonse Legros. În iunie 1880, ca urmare a muncii ei a câștigat o bursă Slade.
La începutul anilor 1880, s-a întors în Noua Zeelandă pentru a păstra casa pentru tatăl ei, înainte de a fi numită profesoară de artă la Nelson College for Girls, recent deschis în 1883.
Richmond a expus la Academia de Arte Plastice din Noua Zeelandă din 1885, după care a călătorit în Europa continuând să studieze și să picteze. Până în 1890 a devenit membră a Academiei de Arte Plastice din Noua Zeelandă, iar până în 1896 studia alături de James Nairn.
A devenit independentă din punct de vedere financiar după moartea tatălui său în 1898 și a călătorit din nou în Europa pentru a picta. A cunoscut-o pe Frances Hodgkins în 1901 și a călătorit cu ea în Franța și Italia înainte de a se întoarce împreună în Noua Zeelandă în decembrie 1903. Hodgkins a descris-o pe Richmond drept „cea mai dragă femeie cu cea mai frumoasă față și expresie. Sunt un biată norocoasă să o am ca tovarășă de călătorie”.
Richmond și Hodgkins au rămas partenere apropiate și au închiriat împreună un studio în Bowen Street, Wellington, unde au preluat, în privat, câțiva elevi. Richmond a păstrat studioul după ce Hodgkins s-a întors în Europa în 1906 și a continuat să-și dezvolte reputația de profesor de artă. Din 1909 până în 1924 a susținut cursuri la Fitzherbert Terrace School, cunoscută și sub numele de Samuel Marsden Collegiate School.
Richmond a fost membră al Consiliului Academiei de Arte Plastice din Noua Zeelandă din 1904 și a fost onorată ca membru pe viață în 1928. Nu s-a căsătorit niciodată și a murit la Wellington la 16 aprilie 1935.

## Galerie

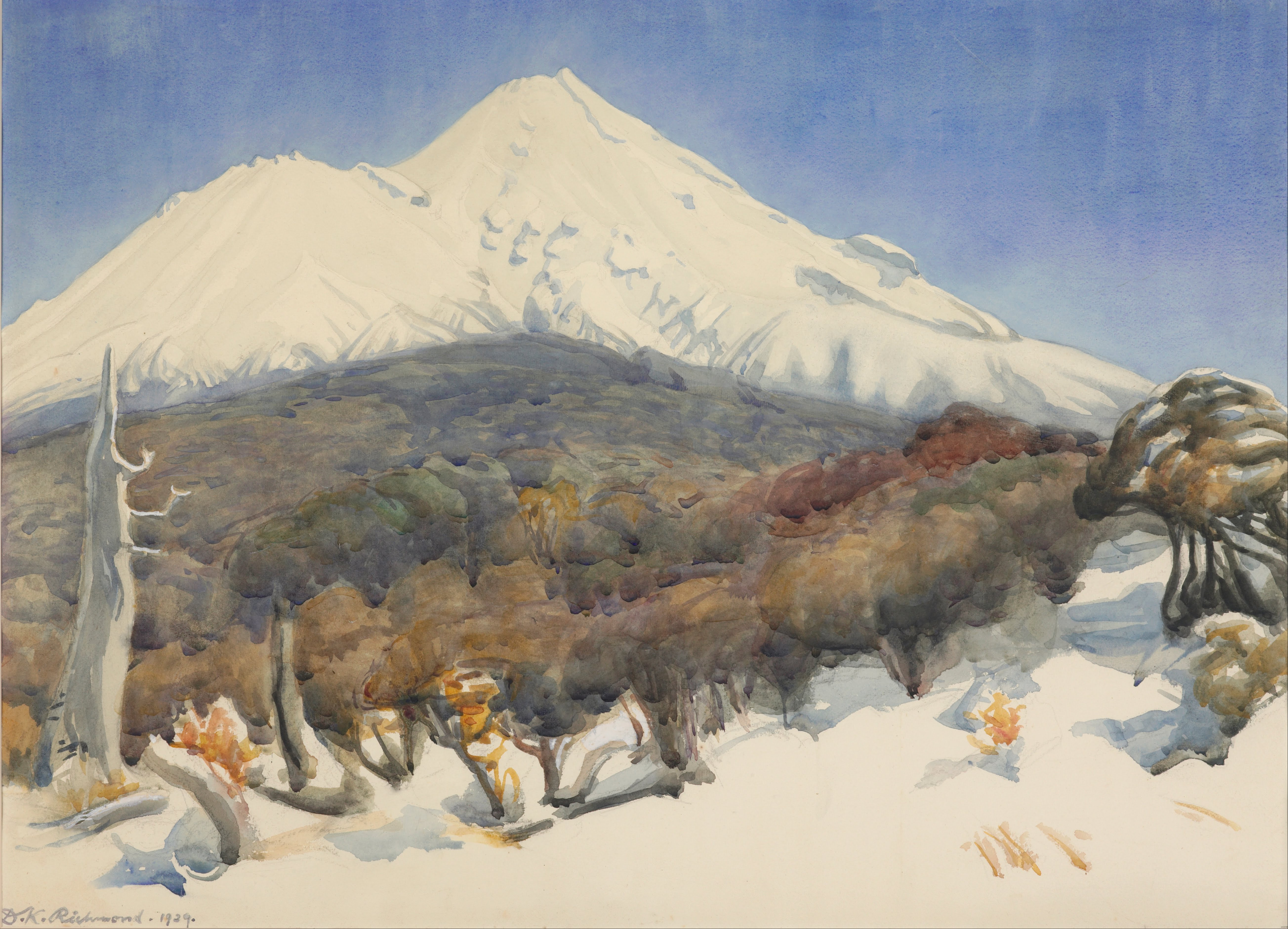
Muntele Egmont
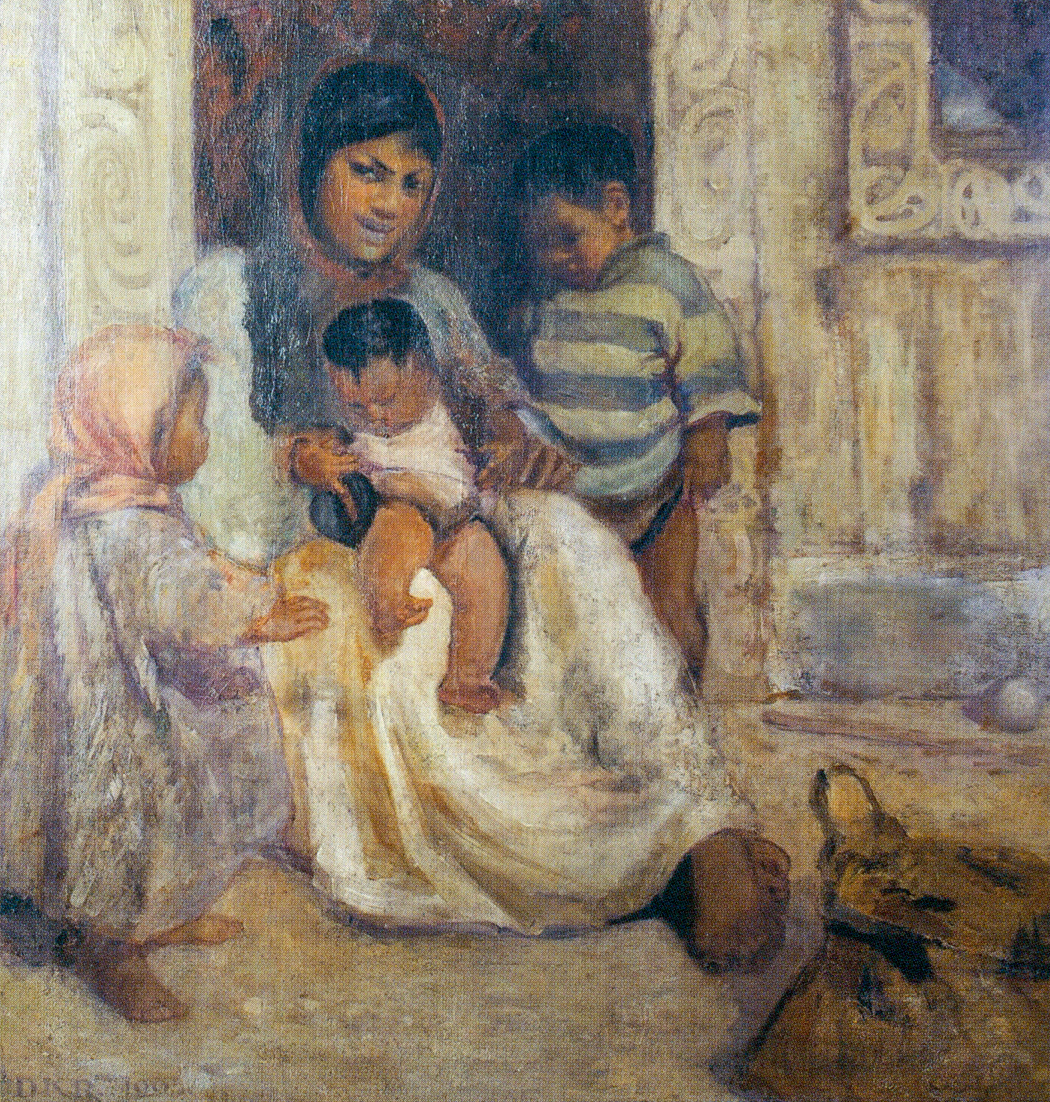
Femeie cu copii
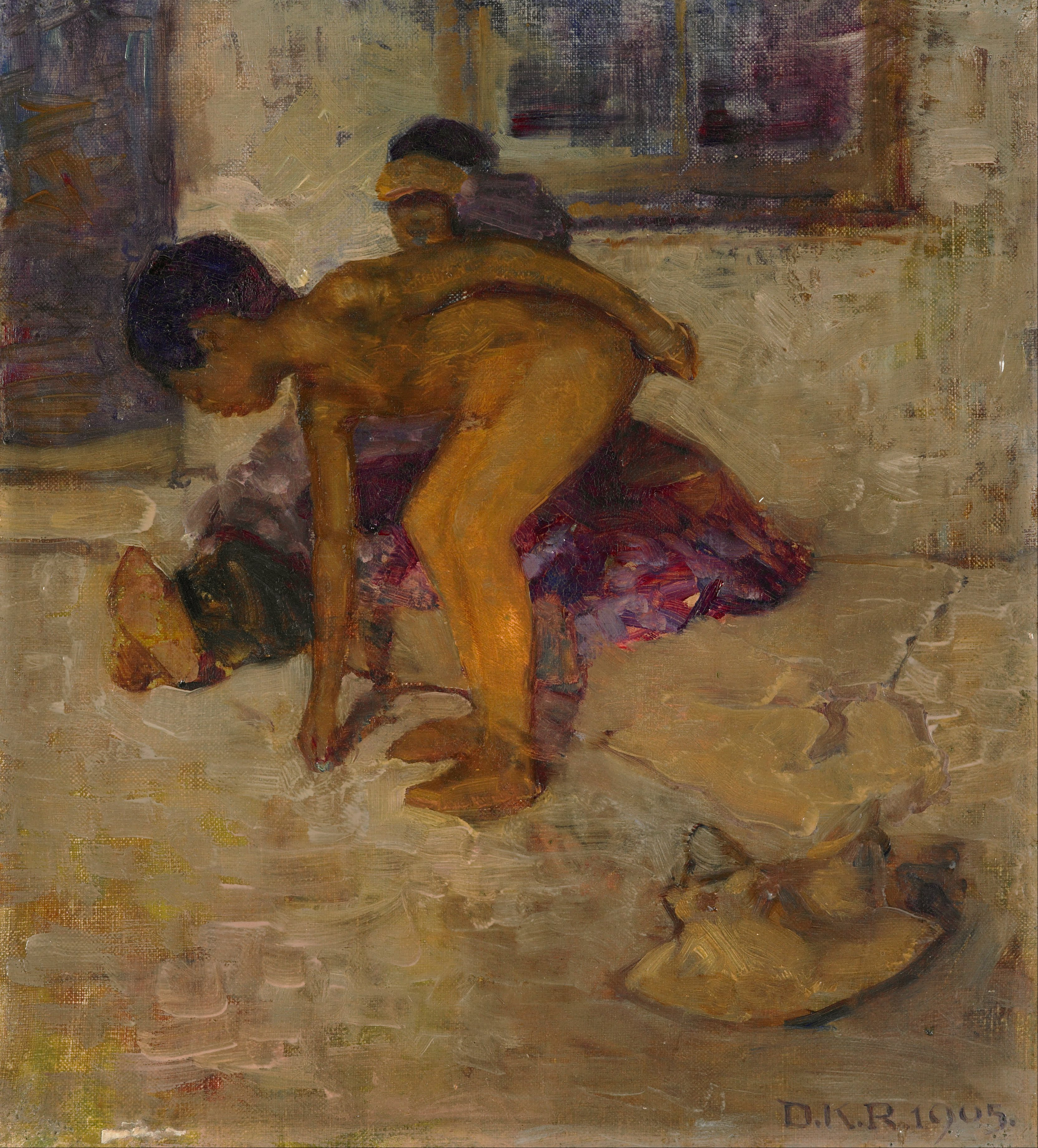
Violet și bronz

## Listă de lucrări
- Lucrările lui D. K. Richmond din colecția Muzeului Național din New Zeelandă Arhivat în 22 mai 2010, la Wayback Machine.